# Hiéroglyphe égyptien D23
Le hiéroglyphe égyptien D23 (bouche avec trois traits) est classifiée dans la section D « Parties du corps humain » de la liste de Gardiner ; cet hiéroglyphe y est noté D23.

## Représentation
Il représente une bouche humaine mi ouverte de face (hiéroglyphe D21) au dessus de trois traits. Il est translittéré ḫmt-rw.

## Utilisation
C'est un idéogramme du terme ḫmt-rw (prononciation probable) « {\displaystyle {\frac {3}{4}}} ».
| r |

| r |